# Synagoge (Benfeld)

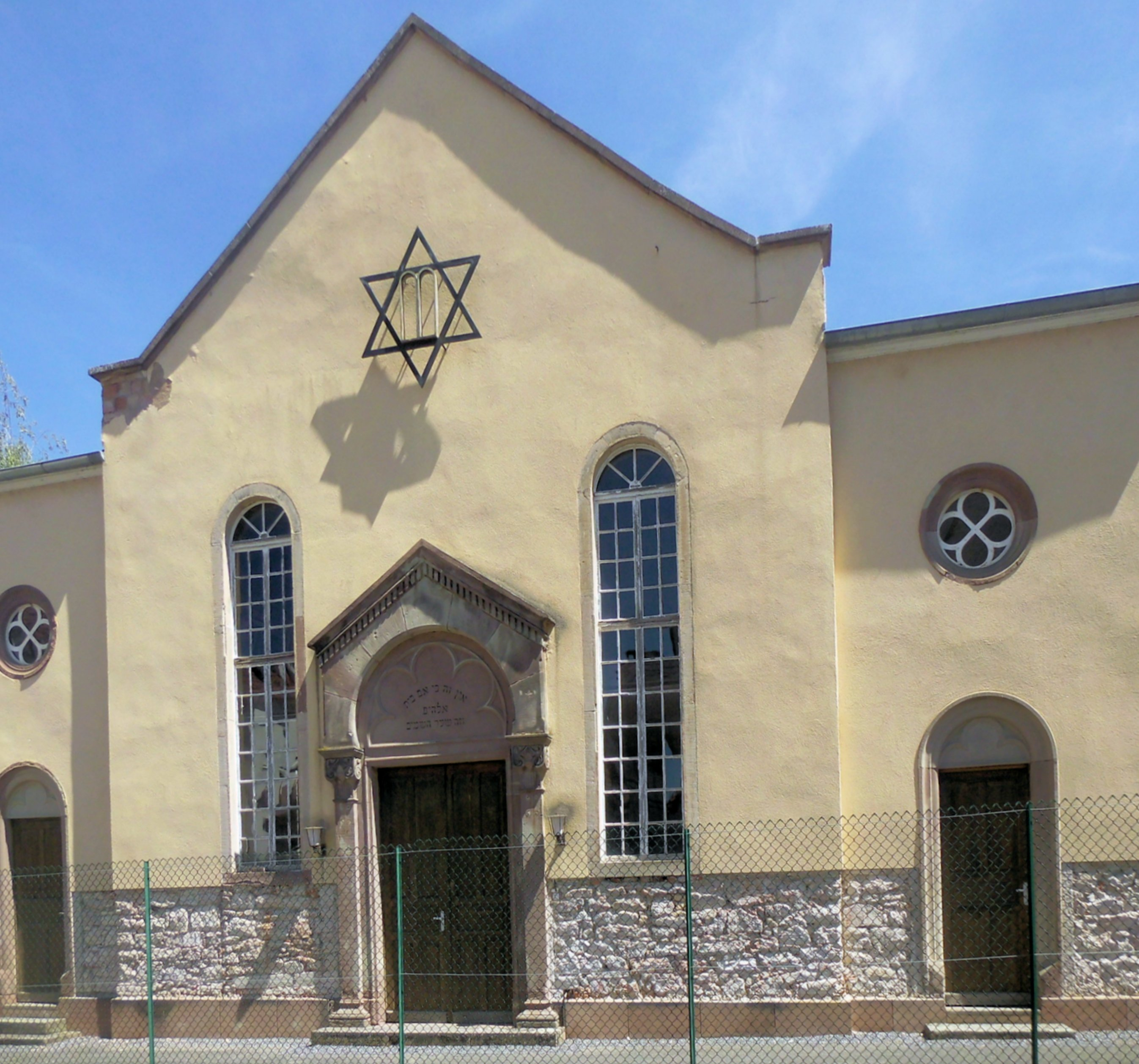
Synagoge in Benfeld, 2022

Die Synagoge in Benfeld, einer französischen Gemeinde im Département Bas-Rhin der historischen Region Elsass, wurde 1846 errichtet. Die Synagoge an der Rue de la Dîme Nr. 7a wurde im Jahr 1984 als Monument historique in die Liste der Baudenkmäler in Frankreich aufgenommen.
Im Jahr 1876 wurde die Synagoge nach Plänen des Architekten Raphaël Kahn vergrößert, indem seitliche Flügel angebaut wurden. 1922 wurde die Synagoge durch den Benfelder Maler Achilles Metzger nach dem Vorbild der Synagoge von Florenz ausgemalt.
Über dem Portal ist folgende Inschrift angebracht: „Hier ist nichts anderes denn Gottes Haus und hier ist die Pforte des Himmels“ (1. Mose 28,17). Auf einer Empore steht die Orgel, die 1895 durch die Firma Charles Wetzel eingebaut wurde.
Im Januar 1945 wurde das Gebäude durch Granatenbeschuss beschädigt. Die Synagoge wurde immer wieder renoviert und ist in einem guten baulichen Zustand.